# フィリップ・ダルトワ (1358-1397)
フィリップ・ダルトワ（Philippe d'Artois, comte d’Eu, 1358年 - 1397年6月18日）は、百年戦争期のフランス王国軍総司令官（1392年 - 1397年）。ウー伯（在位：1387年 - 1397年）。ウー伯ジャン・ダルトワとその妻イザベル・ド・ムランの間の三男。

## 生涯
1383年、イングランド軍に占拠された町ブルブールを奪取した。その後、エルサレムへの巡礼に赴くが、その地でエジプトのスルタンの捕虜となる。ブシコー元帥とヴェネツィア共和国政府の仲介により、釈放された。1390年、チュニジアでブルボン公ルイ2世の指揮するマーディア十字軍に参加した。
1392年1月28日にパリにおいて、ベリー公ジャンの娘でオーヴェルニュ公領の女子相続人であるマリーと結婚した。シャルル6世王の従妹で資産家のマリーとの結婚はフィリップの宮廷における地位を高めた。同年、オリヴィエ・ド・クリッソンの失脚に伴ってフランス大元帥に抜擢されたのも、義父と妻の影響力の大きさゆえであったとされている。
1396年、ハンガリー王ジギスムント（のち神聖ローマ皇帝）およびヌヴェール伯ジャン・サン・プール（のちブルゴーニュ公）を指揮官とする対オスマン帝国の遠征軍に多くのハンガリー人、フランス人貴族と一緒に参加した。遠征軍はニコポリスの戦いで壊滅状態となり、フィリップは他の大勢のキリスト教徒と一緒にトルコ人の捕虜となった。
フィリップは身代金を払って釈放を待っている間に、ミハルッチュクの監獄で獄死した。解放予定日の9日前のことであった。妻のマリーは1400年、ブルボン公ジャン1世と再婚した。

## 子女
妻マリーとの間に4人の子女をもうけた。
- シャルル（1394年 - 1472年） - ウー伯
- フィリップ（1395年 - 1397年）
- ボンヌ（1396年 - 1445年） - 1413年にヌヴェール伯フィリップと結婚、1422年にブルゴーニュ公フィリップ・ル・ボンと再婚
- カトリーヌ（1397年 - 1420年） - 1416年、カロンシー領主ジャン・ド・ブルボン（ラ・マルシュ伯ジャン1世の三男）と結婚